# Mário Lúcio Sousa
Mário Lúcio Sousa (Tarrafal, Cap Verd, 1964). És un músic, escriptor i pintor, és l'actual ministre de Cultura de Cap Verd. És un dels artistes més reconeguts i polifacètics del seu país. Fundador i líder del grup musical Simentera, amb el qual ha fet concerts arreu del món, és multi-instrumentista, compositor i estudiós de la música tradicional de l'arxipèlag. Com a activista cultural, va impulsar la creació del Festival Internacional de Jazz de Cap Verd i de l'associació cultural Quintal da Música. Ha estat diputat del Parlament capverdià (1996-2001), assessor del ministre de Cultura (1992) i ambaixador cultural del Govern de Cap Verd abans del seu nomenament com a ministre de Cultura. Com a escriptor, ha conreat l'assaig, la poesia, el teatre i la novel·la. O Novissimo Testamento (Dom Quixote, 2009), la seva última novel·la, li ha valgut el premi Carlos de Oliveira i ha estat un best-seller a Portugal. En la seva faceta de pintor, pertany al moviment de nous pintors capverdians i ha participat en diverses exposicions, dins i fora del seu país. Abans de dedicar-se plenament a l'art i la promoció de la cultura, va exercir durant deu anys com a advocat independent.

## Obres
- Nascimento de Um Mundo (poesia, 1990);
- Sob os Signos da Luz (poesia, 1992);
- Para Nunca Mais Falarmos de Amor (poesia, 1999);
- Os Trinta Dias do Homem mais Pobre do Mundo (ficció, 2000);
- Vidas Paralelas (ficció, 2003);
- Saloon (teatre, 2004);
- Teatro (2008);
- Novíssimo Testamento (conte, 2009).